# Cosmas Damian Asam

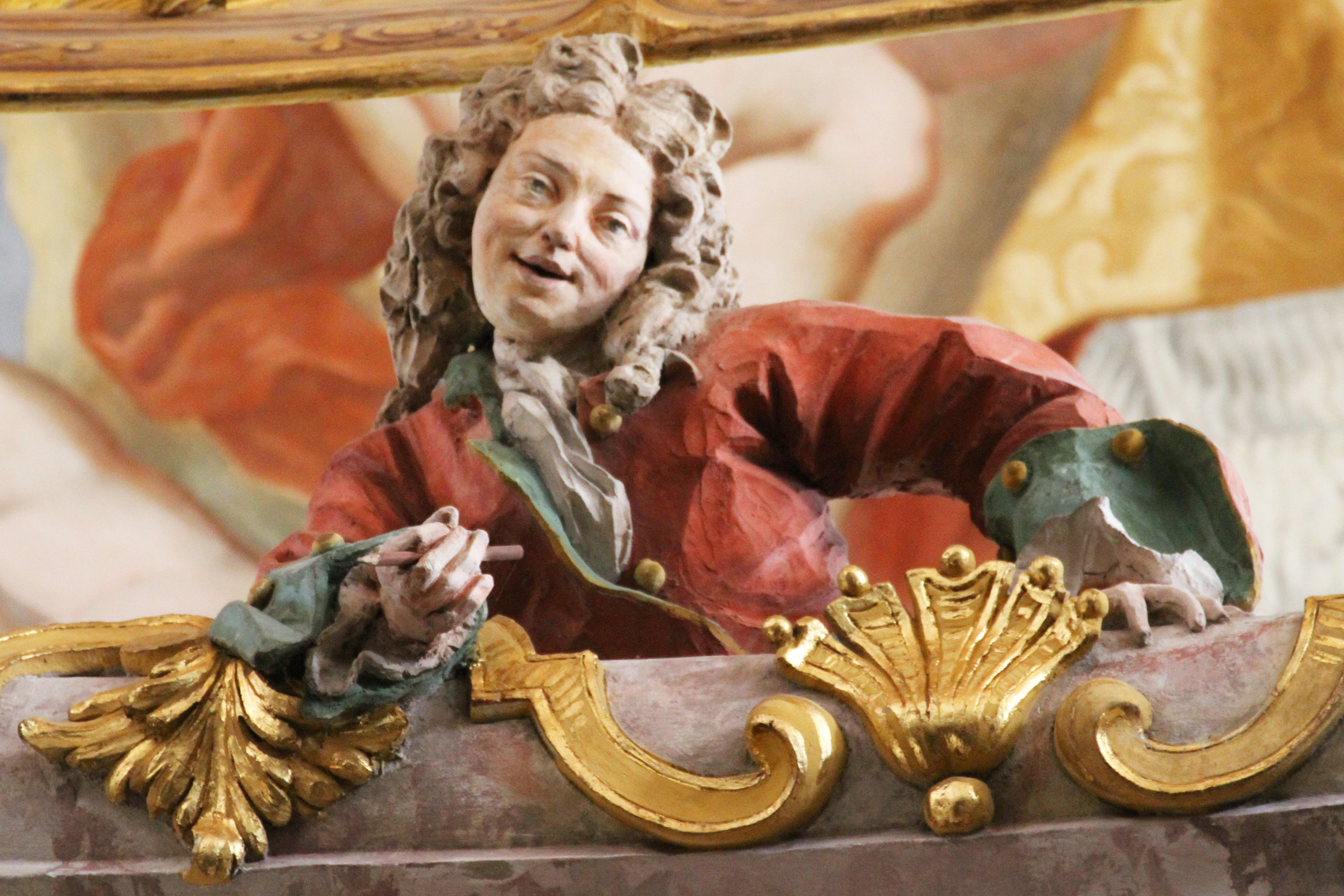

Cosmas Damian Asam (Benediktbeuern, 29 de septiembre de 1686- Múnich, 10 de mayo de 1739) fue en pintor y arquitecto alemán de finales del periodo Barroco, considerándosele un pintor rococó. 
En 1711, se trasladó a Roma para estudiar en la Accademia di San Luca con Carlo Maratta y en 1713 obtuvo el primer premio de la Academia por su dibujo de Milagro de San Pío. Trabajó con su hermano, Egid Quirin y sus proyectos conjuntos se atribuyen a menudo a los «hermanos Asam». Estos incluyen la Iglesia Asam (Asamkirche) en Múnich y la catedral de Santiago en Innsbruck. Cosmas Damian murió en Múnich.
Los hermanos Asam, individualmente y juntos, fueron artistas muy prolíficos. Trabajaron en Baviera, Baden-Würrtemberg y Austria. Realizó su primer aprendizaje junto su hermano menor y futuro colaborador Eid Quirin con su padre Hans Georg Asam, que está considerado como el iniciador de la pintura de techos barroca en Bavieda. De 1712 a 1714 los dos hermanos se encontraban en Roma, donde Cosmas Damian fue discípulo de Pierleone Ghezzi y obtuvo un premio académico. Se interesó por la pintura de techos y paredes del Alto Barroco y en particular por la Cortona y Pozzo; este último había publicado en 1702 un tratado con las reglas de la «quadratura», es decir, las reglas de la perspectiva ilusionista de pintura de techos.
Las obras que Cosamas Damian realizó a su regreso en el sur de Alemania, Bohemia, Silesia y el Tirol, reflejan su formación romana. Pero poco a poco se desligó de la pintura italiana y de su ilusionismo orientado exclusivamente hacia el espectador. 

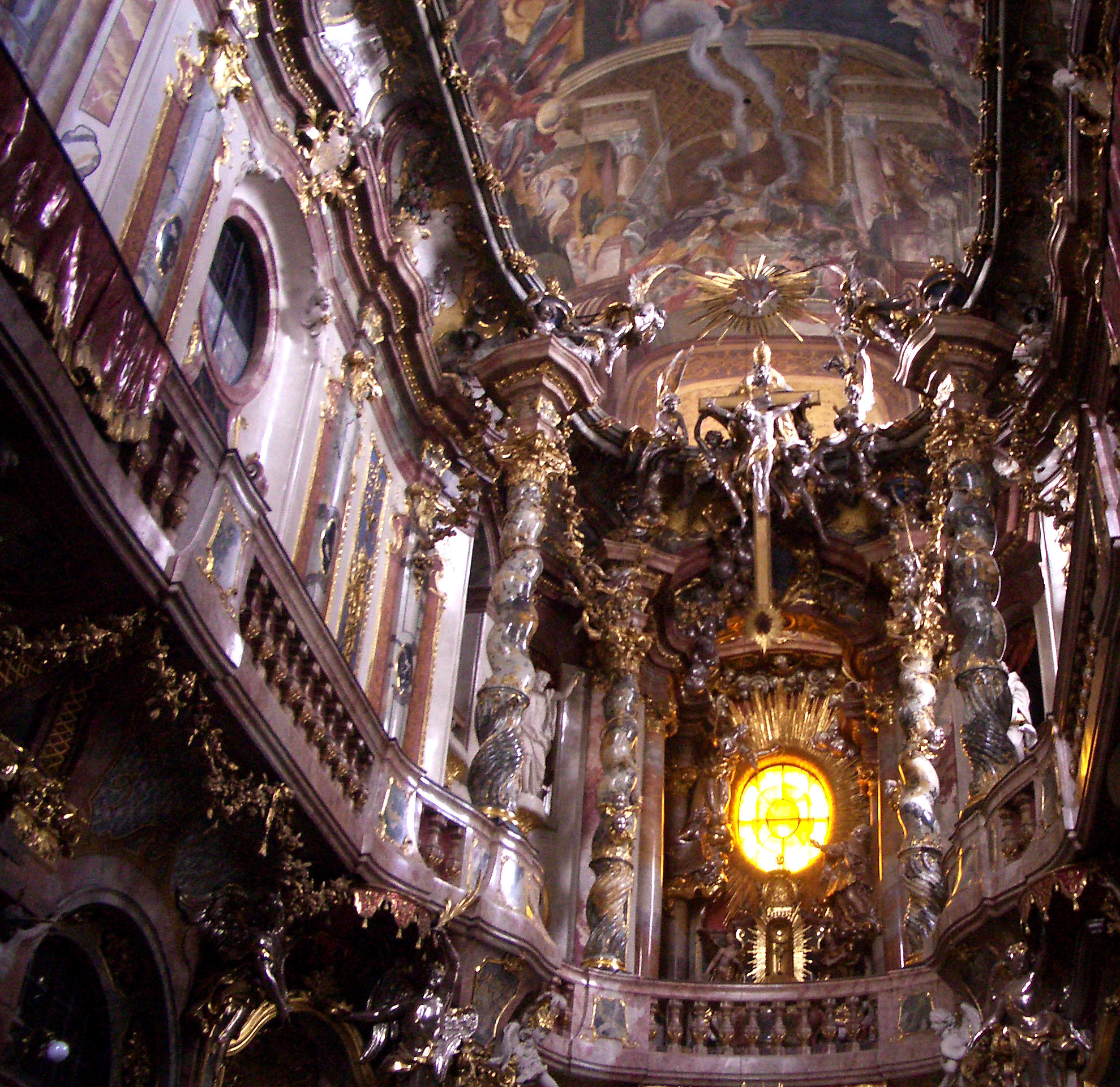
Interior de la Asamkirche en Múnich.
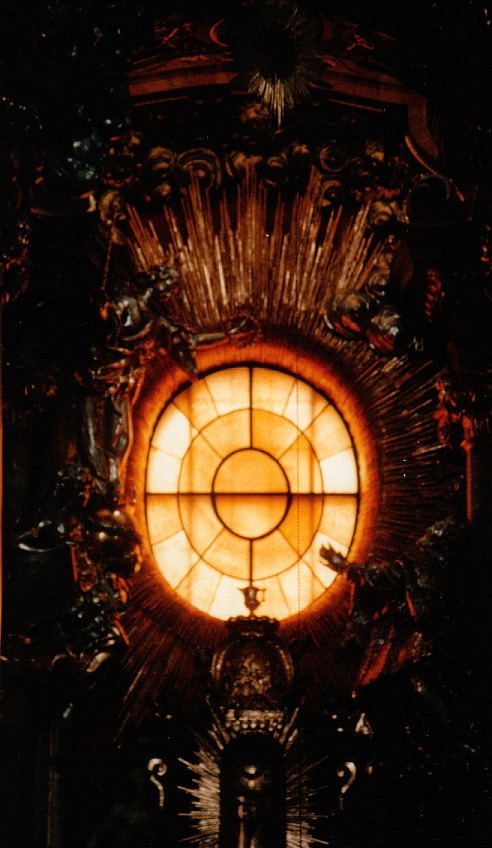
Ventana sobre el altar mayor en la Asamkirche.
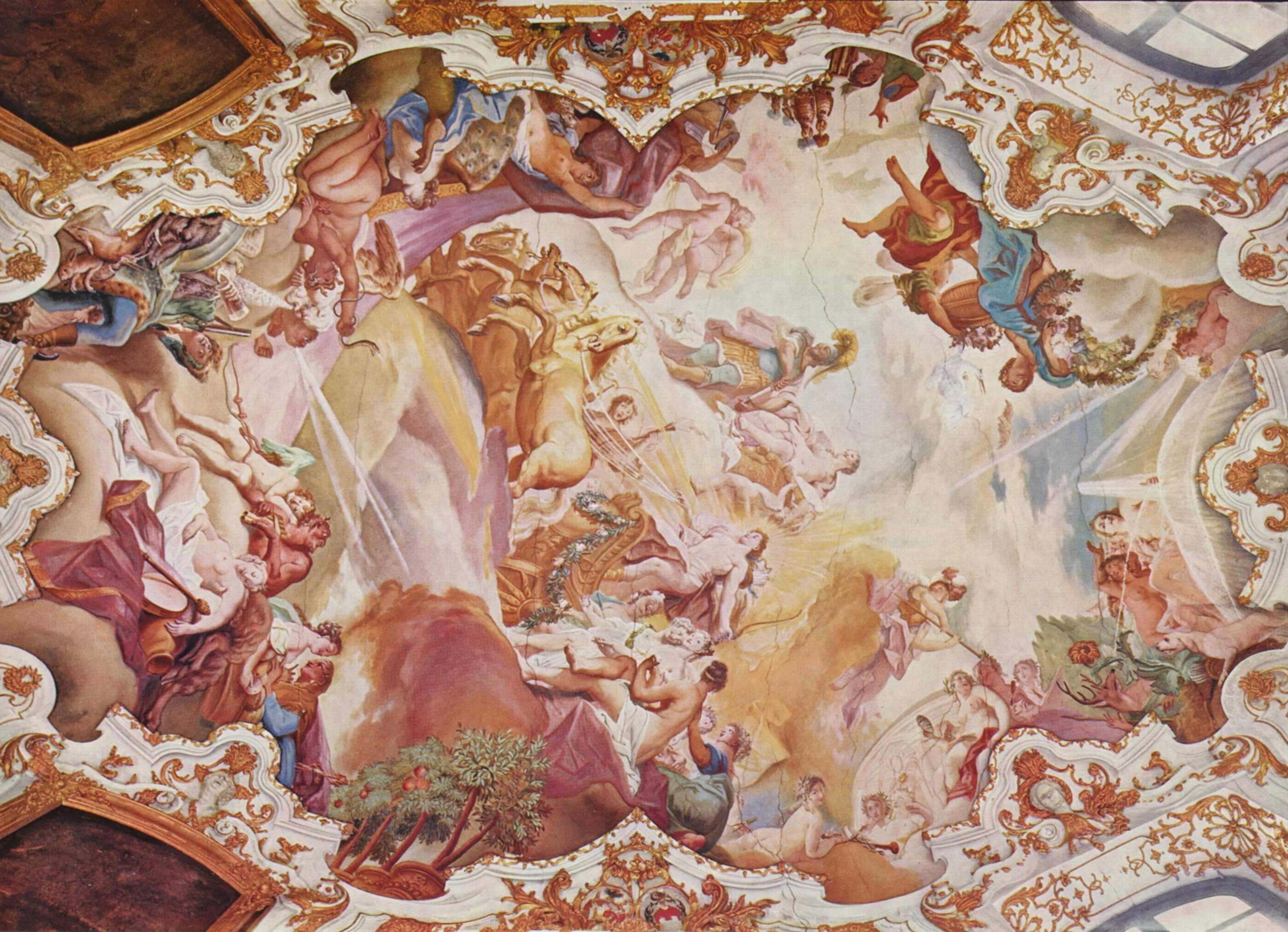
Triunfo de Apolo en el techo del Schloss (castillo) en Alteglofsheim cerca de Ratisbona (1730).
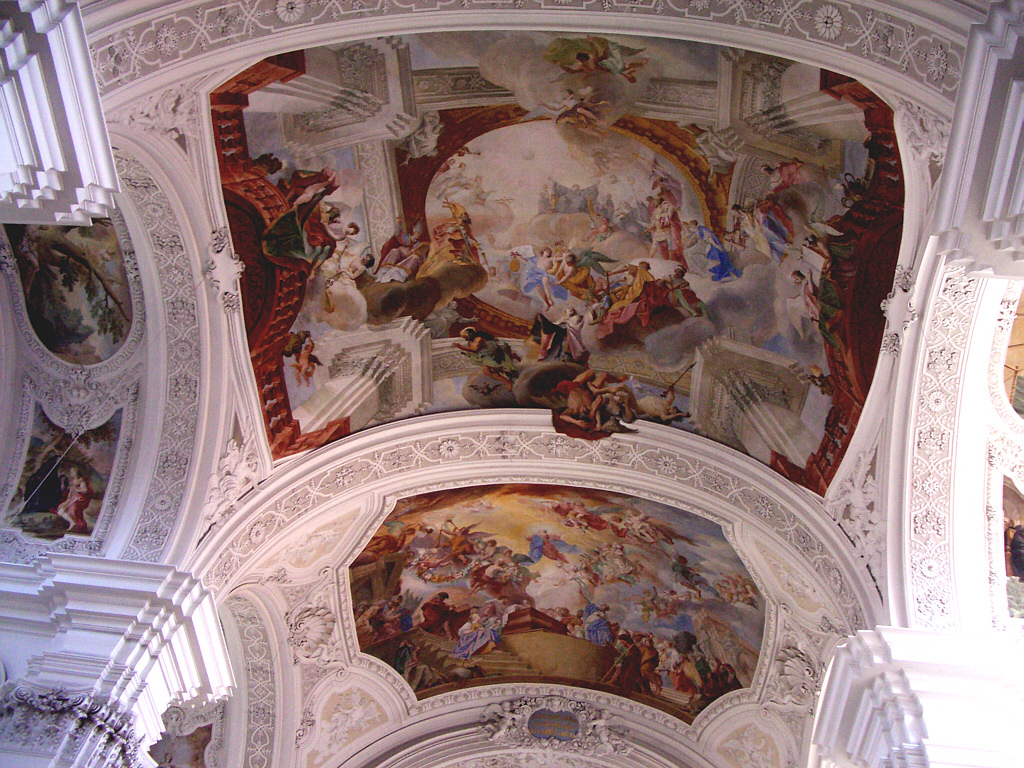
Pintura en el techo mostrando el Triunfo de Benito de Nursia en la Abadía de Weingarten.

- Datos: Q715693
- Multimedia: Cosmas Damian Asam / Q715693